# Löcherkogel
De Löcherkogel is een 3324 meter hoge bergtop in de Ötztaler Alpen in de Oostenrijkse deelstaat Tirol op de grens tussen de districten Landeck en Imst.
De berg is gelegen in de Rostizkar van de Kaunergrat, een subgroep van de Ötztaler Alpen. De Löcherkogel ligt ten zuiden van de Rostizkogel, waarvan de berg wordt gescheiden door het 3083 meter hoge Rostizjoch. De berg vormt samen met de Nördlicher en de Südlicher Hapmeskopf, de Wurmtaler Kopf en de Grubenkarspitze de omgrenzing van de Rifflferner; de Löcherkogel vormt daarvan het noordelijke uiteinde. Ten oosten van de bergtop ligt ook nog de Südlicher Löcherferner; de Nördlicher en Mittlerer Löcherferner liggen op de flanken van de Rostizkogel.
Meerdere routen voeren naar de top van de berg. Vanuit het Pitztal of Kaunertal kan naar het Rostizjoch geklommen worden, waarna de tocht over de noordelijke graat tamelijk zwaar is (UIAA-moeilijkheidsgraad II). Een alternatieve route voert vanaf de Rifflsee over de Offenbacher Höhenweg naar de Rifflkar, waarna over het noordelijke bekken van de Rifflferner over de steile, rotsige zuidzijde de bergtop kan worden beklommen over de oostelijke graat.

## Afbeeldingen

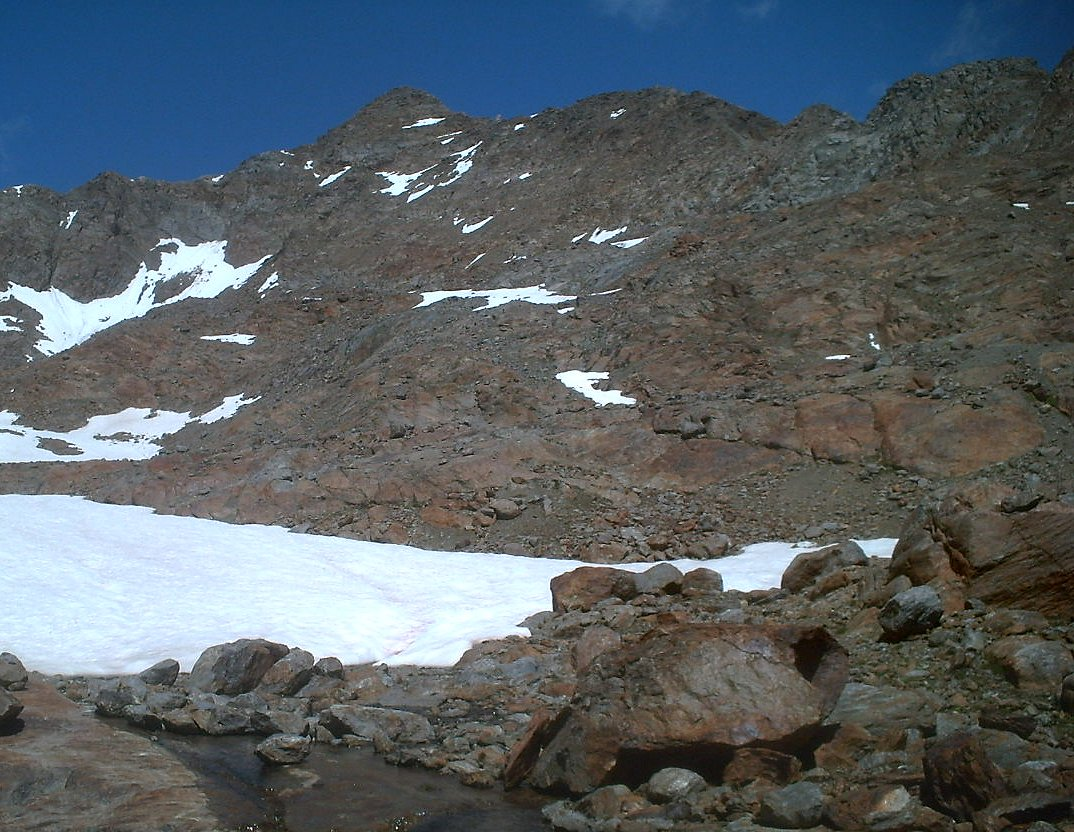
Löcherkogel vanuit het zuidoosten
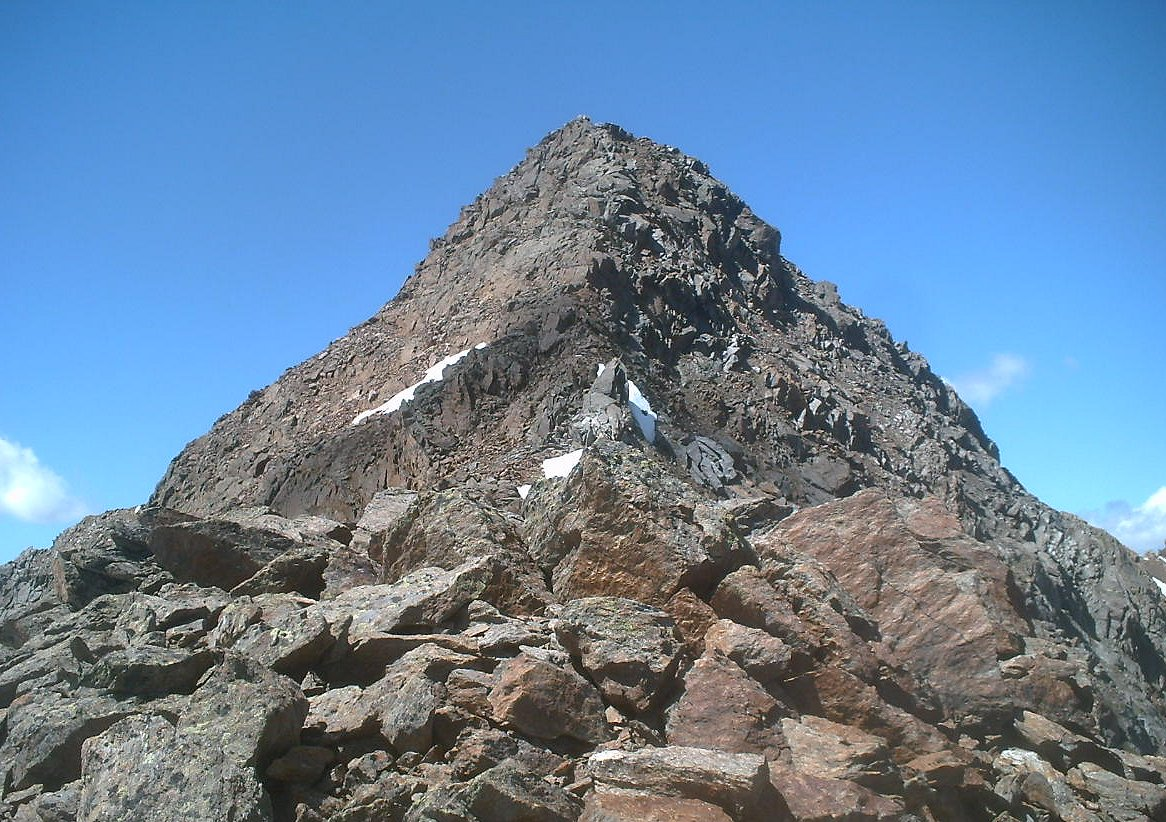
De opbouw van de bergtop van de Löcherkogel
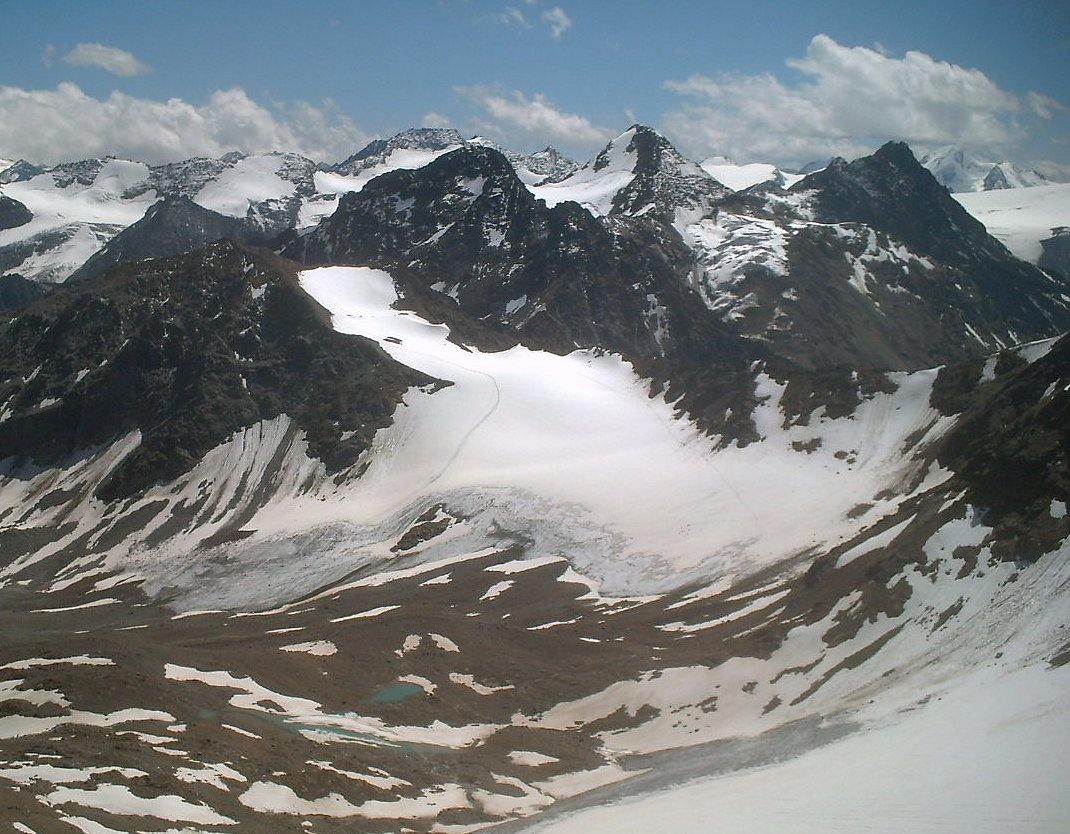
Blik op het achterste deel van de Kaunergrat vanaf de top